# William Playfair

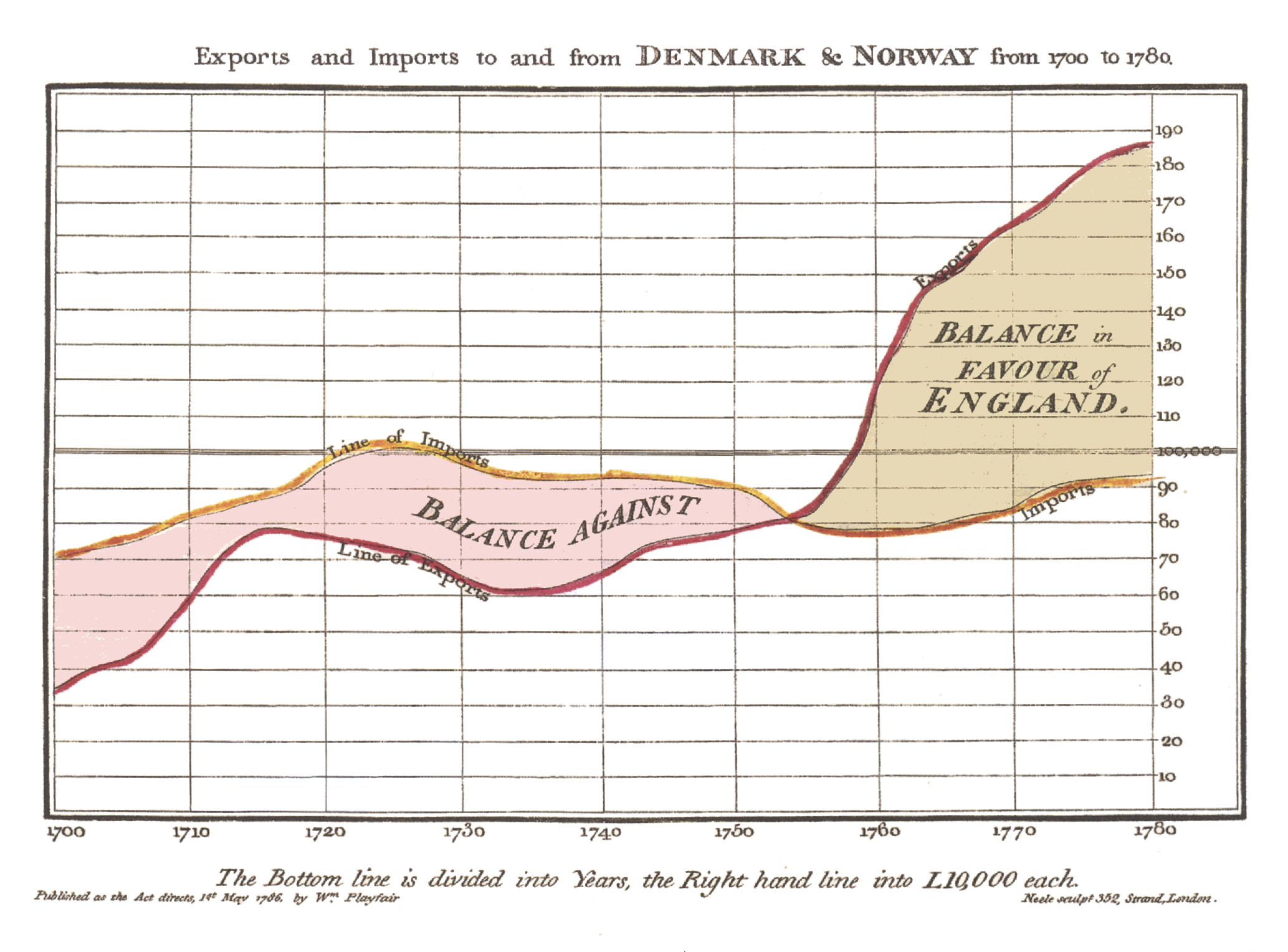
Gráfica en serie de tiempo de la balanza comercial de Dinamarca y Noruega, publicado en Atlas Comercial y Político de Playfair (1786).

William Playfair (22 de septiembre de 1759 – 11 de febrero de 1824) fue un ingeniero escocés y economista político, introductor de los gráficos en estadística.
Inventó tres tipos de esquemas: en 1786 el polígono de frecuencias, el gráfico de barras y en 1801 el gráfico de tarta, utilizado para mostrar relaciones parte-todo.

## Biografía
Nació en Escocia en 1759, durante la Ilustración, una época dorada en las artes, ciencias, industria y comercio. Fue el cuarto hijo del reverendo James Playfair de la parroquia de Liff & Benvie, cerca de la ciudad de Dundee en Escocia. Era hermano del arquitecto James Playfair y el matemático John Playfair. Su padre murió en 1772,  dejando a John como cabeza de familia. Después de que su aprendizaje con Andrew Meikle, inventor de la trilladora, Playfair se convirtió en delineante y ayudante personal de James Watt en la factría Boulton & Watt en Soho, Birmingham.
Desempeñó numerosos oficios. Fue sucesivamente constructor de molinos, ingeniero, delineante, contable, inventor, platero, mercader, corredor de bolsa, economista, estadístico, panfletero, traductor, publicista, especulador inmobiliario, presidiario, banquero, editor, chantajista y periodista. Dejando la compañía de Watt en 1782, montó una platería en Londres, que resultó poco rentable. En 1787 se muda a París, participando en la toma de la Bastilla, dos años más tarde. Regresó a Londres en 1793, donde abrió un "banco de seguridad", que supuso un nuevo fracaso. Desde 1775 trabajó como escritor e ingeniero.

## Obra
Sus logros científicos son comparables a los de su hermano mayor John Playfair, distinguido profesor en la Universidad de Edimburgo. La comparativa entre ambos es un ejemplo de cómo el genio puede triunfar tanto en la vida académica estricta como fuera de ella.

### Gráfico de barra
Los gráficos de serie de tiempo dieron fama al médico Joseph Priestley en 1765. En ellos se inspiró William Playfair para inventar el diagrama de barras, que aparece por primera vez en su Atlas Comercial y Político, de 1786.

### Gráfico

Gráfico de tarta del Breviario Estadístico (1801), mostrando las proporciones del Imperio turco localizado en Asia, Europa y África antes de 1789.

Playfair, que opinaba que los gráficos eran más explicativos que las tablas, se considera inventor del polígono de frecuencias, el diagrama de barras y el gráfico de tarta.
El Breviario Estadístico, publicado en Londres en 1801, contiene el considerado como primer diagrama circular.

### Ciclo de Playfair
El ciclo de Playfair es conocido por ser parte del "ciclo de Tytler". Según esta teoría, la democracia no puede mantenerse como sistema de gobierno estable, ya que los sucesivos gobiernos tienden a desarrollar políticas fiscales más laxas. Así, el país acabará con el tiempo en bancarrota, siendo este un buen caldo de cultivo para un pronunciamiento militar.